# David Stec
David Stec (* 10. Mai 1994 in Wien) ist ein österreichischer Fußballspieler polnischer Abstammung.

## Karriere
Stec begann seine Karriere bei dem USC Perchtoldsdorf. 2008 ging er in die AKA Austria Wien. 2009 ging er in die AKA St. Pölten. 2012 wechselte er zum SKN St. Pölten. Sein Profidebüt gab er am 34. Spieltag 2013/14 gegen den First Vienna FC. 2016 konnte er mit dem SKN St. Pölten in die Bundesliga aufsteigen.
Zur Saison 2018/19 wechselte er nach Polen zu Pogoń Stettin, wo er einen bis Juni 2020 laufenden Vertrag erhielt. In drei Spielzeiten in Stettin kam er zu 59 Einsätzen in der Ekstraklasa, in denen er ein Tor erzielte. Zur Saison 2021/22 kehrte er nach Österreich zurück und wechselte zum TSV Hartberg, bei dem er einen bis Juni 2023 laufenden Vertrag erhielt. Für Hartberg kam er insgesamt zu 15 Einsätzen in der Bundesliga.
Bereits nach einem halben Jahr kehrte Stec aber wieder nach Polen zurück und wechselte im Jänner 2022 zu Lechia Gdańsk, wo er bis Juni 2024 unterschrieb. Für Lechia kam er zu 22 Einsätzen in der Ekstraklasa, ehe er mit Gdańsk 2023 aus dem Oberhaus abstieg. In der Saison 2023/24 kam er anschließend nicht mehr zum Einsatz, nach seinem Vertragsende verließ er Danzig.

## Erfolge
SKN St. Pölten
- Österreichischer Zweitligameister: 2016